# Teatro romano

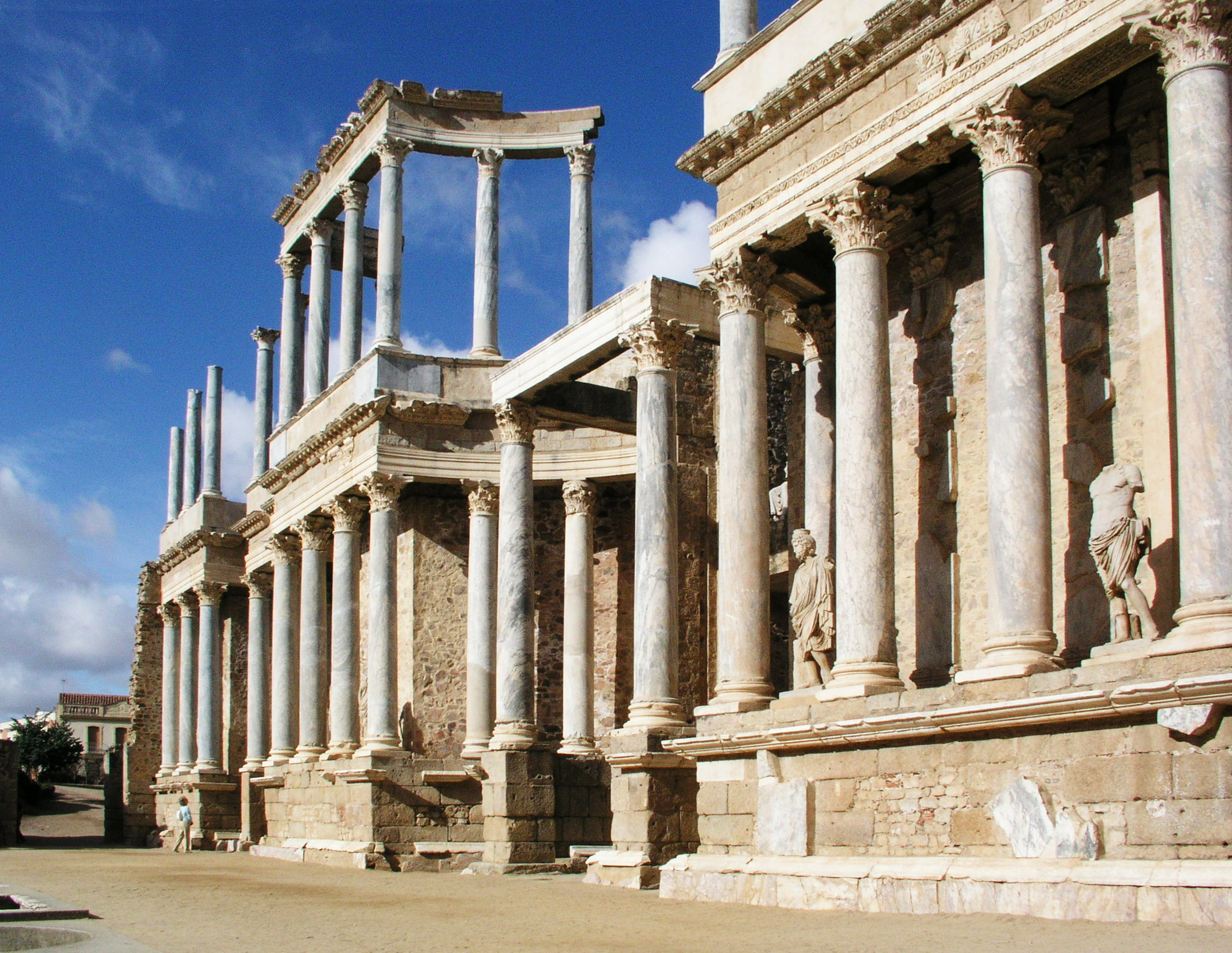
Teatro romano de Mérida, ubicado en la antigua colonia romana de Augusta Emerita.

El teatro romano es una construcción típica del Imperio Romano, generalizada por todas las provincias del imperio, y que tenía la finalidad de servir para la representación de actos teatrales del periodo clásico, es decir, en ellos se interpretaban obras dramáticas griegas y latinas.

## Teatros, anfiteatros y circos romanos
La romanización de los pueblos conquistados hizo que se construyeran teatros, así como anfiteatros, circos, foros y templos con similares características a lo largo de todo el Imperio, desde Hispania hasta el Levante. En Grecia y las regiones helenizadas estos edificios presentaban elementos arquitectónicos tanto romanos como griegos.
Si bien hay ciertas semejanzas entre circos, teatros y anfiteatros, tanto en su construcción (piedra y mortero), como en su finalidad; el ocio ciudadano y el prestigio de los benefactores, cada uno tenía funciones y formas diferentes:
- El circo se usaba para las carreras, en especial de cuadrigas.
- El anfiteatro era utilizado para  los juegos circenses (ludus circensis) y combates de gladiadores.
- El teatro, por último, era el lugar donde se representaban diferentes tipos de obras de comedia.

## Estructura

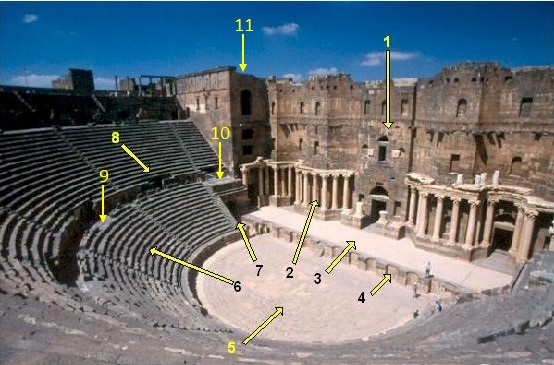
Teatro romano de Bosra, Siria. Vista del auditorium: 1) Scaenae frons, 2) Porticus post scaenam, 3) Pulpitum, 4) Proscaenium, 5) Orchestra, 6) Cavea, 7) Aditus maximus, 8) Vomitorium, 9) Praecinctio, 10) Tribunal, 11) Basilica.

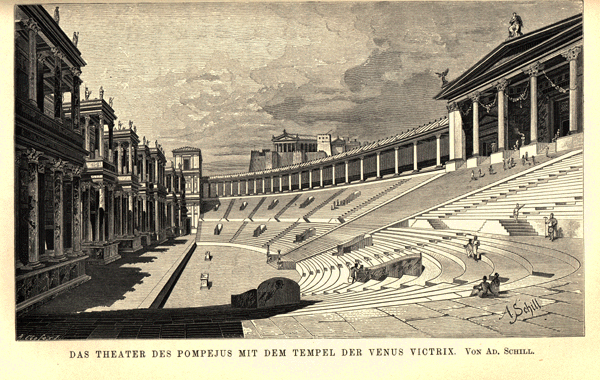
Recreación artística del interior del Teatro de Pompeyo de Roma mostrando el templo de Venus Victrix (arriba a la derecha).

Las características principales del teatro romano derivaron en un principio de las del teatro griego, ya que muchas de las características generales de la arquitectura romana proceden directamente de la arquitectura del período helenístico. 
Los primeros teatros se construyeron de madera y adobe; estos se derribaban después de que el acontecimiento para el cual fueron erigidos concluyera. Una ley impedía la construcción de teatros permanentes, sin embargo,  en el 55 a. C. se construyó el Teatro de Pompeyo con un templo para evitar la ley. 
Con el paso del tiempo, los teatros romanos desarrollaron características específicas. La mayor parte de los teatros romanos conservados siguen el modelo arquitectónico propuesto por Vitruvio, constando de:
- Scaenae frons (frente escénico), normalmente compuesto de un doble orden de columnas. 
- Orchestra: semicírculo o un poco más de un semicírculo frente a la escena en el que se sentaban las autoridades, actuaba el coro y se alzaba un altar en honor a Dioniso.
- Aditus: Pasillos laterales de entrada a la orchestra.
- Cavea: Estructura semicircular en la que, según el rango social, se situaban los espectadores. Se dividía en ima cavea, media cavea y summa cavea, divididos por pasillos horizontales (diazomatas). Se divide en sectores circulares (cunei).
- Vomitoria: Entradas abovedadas por las que se accedía a la cávea.
- Proscaenium (proscenio): Espacio delante de la escena en el que se desarrollaba la acción dramática y argumental.
- Porticus post scaenam (Pórtico detrás de la escena): Patio porticado con columnas detrás de la escena.
Algunos teatros podían apoyar la cávea sobre galerías abovedadas, mientras que en otros, los arquitectos aprovechaban la ladera de alguna colina para excavar sobre ella la cávea del teatro. 
El teatro podía cubrirse con toldos para proteger a los espectadores de la lluvia o de la luz del sol. 
Además, muchos teatros contenían pequeños templos en su estructura.
Cada clase social romana tenía su sitio específico en el teatro: la proedria para los senadores, la ima cavea para los caballeros, la media cavea para la plebe libre, la summa cavea para los libertos y siervos y el matroneo para las mujeres.